# Great DJ
Great DJ is een nummer van het Britse duo The Ting Tings uit 2008. Het is de derde single van hun debuutalbum We Started Nothing.
Volgens Katie White gaat het nummer over uitgaan in Manchester en omgeving, waar White opgroeide. "Great DJ" werd een bescheiden hit op de Britse eilanden en in België. De plaat bereikte de 33e positie in het Verenigd Koninkrijk, en de 47e in de Vlaamse Ultratop 50. In Nederland bereikte het nummer geen hitlijsten.

## Tracklijst
7"
1. "That's Not My Name" – 3:43
2. "Great DJ" – 3:23

CD 1
1. "Great DJ" – 3:23
2. "Great DJ" (Calvin Harris remix edit) – 6:37
3. "Great DJ" (7th Heaven radio edit) – 3:31

CD 2
1. "Great DJ" (Calvin Harris remix) – 7:05
2. "Great DJ" (7th Heaven remix) – 6:38
3. "Great DJ" (7th Heaven dub) – 6:53